# Nossa Senhora do Rosário de San Nicolás
Nossa Senhora do Rosário de San Nicolás é um dos títulos com que se invoca a Virgem Maria após suas aparições à Gladys Quiroga de Motta em San Nicolás de los Arroyos, Argentina, no ano de 1983. As aparições foram reconhecidas oficialmente pelo bispo de San Nicolás, monsenhor Héctor Cardelli, em 22 de maio de 2016.

## As aparições
Em 25 de setembro de 1983, em San Nicolás de los Arroyos, na província argentina de Buenos Aires, Gladys Herminia Quiroga de Motta, dona de casa nascida em 1937, casada e mãe de dois filhos, teria recebido a primeira de uma série de aparições marianas.
A Virgem Maria com o menino Jesus nos braços, teria surgido com traços semelhantes aos reproduzidos numa estátua de madeira conservada na catedral local, onde se encontrava num armazém da torre sineira: teria sido a própria Virgem que indicou a Gladys o local onde encontrou a estátua.
As supostas aparições foram inicialmente silenciosas, depois Nossa Senhora passou a comunicar mensagens, tanto privadas como destinadas ao público, que se tornaram diárias. Estas mensagens duraram até 1985: 1.887 delas foram publicadas, e seus temas eram a paz, a reconciliação, a penitência, a oração e em particular a recitação do Rosário. O tema central é a vontade de Deus de renovar a aliança com o seu povo através de Maria, a "nova Arca da Aliança".
Desde 15 de novembro de 1983, a vidente também recebeu uma série de 78 aparições de Jesus. Na sexta-feira, 16 de novembro de 1984, Gladys disse ter experimentado alguns sofrimentos relacionados com a paixão de Jesus. No dia 4 de junho de 1991, seguindo os indícios que Gladys diz ter tido em sonho, foi descoberta uma nascente de água, posteriormente utilizada como em Lourdes para imergir os fiéis em busca de cura.
Em San Nicolás, nos últimos anos, ocorreram numerosas curas inexplicáveis, com uma característica particular: em alguns casos, a conversão atinge o núcleo familiar e os amigos de quem recebe a graça. Além disso, Gladys é estigmatizada, com sangramentos que se repetem todas as sextas-feiras do ano, mais acentuadamente nas sextas-feiras da Quaresma.

## Reconhecimento

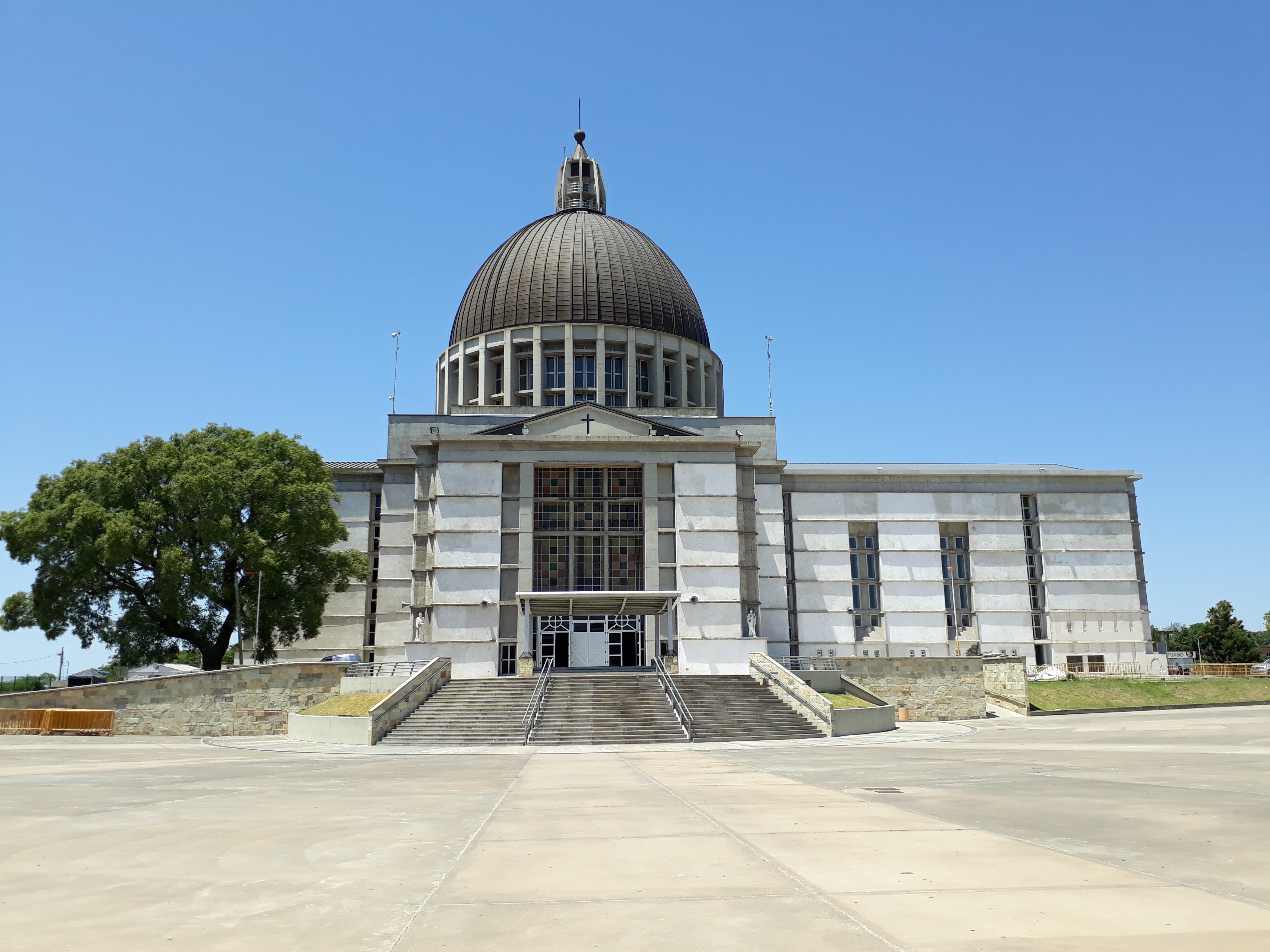
O Santuário de Nossa Senhora do Rosário de San Nicolás em Buenos Aires, Argentina

Em 1987, o então bispo de San Nicolás, monsenhor Domingo Castagna, se encontrou com o papa São João Paulo II durante sua visita apostólica à Argentina. Em audiência privada, o pontífice teria interrogado o bispo sobre as aparições de San Nicolás. Após isso, monsenhor Castagna instituiu uma exaustiva investigação, onde um relatório completo sobre as aparições teria sido enviado para estudo na Congregação para a Doutrina da Fé, na época presidida pelo cardeal Joseph Ratzinger (futuro Papa Bento XVI).
Em 1989, monsenhor Castagna autorizou a construção do santuário solicitado pela Virgem Maria, após João Paulo II expressar que considerava as mensagens como "dignos de fé". As obras foram concluídas por seu sucessor, o bispo Héctor Cardelli, que o inaugurou em 2009 e coroou solenemente a imagem na ocasião. Em maio de 2016, Dom Cardelli confirmou o caráter sobrenatural dos "acontecimentos marianos" ocorridos desde de 25 de setembro de 1983, afirmando:
| “ | Como bispo diocesano competente para este tipo de educação; motivado por um sentido de consciência reta (...) Reconheço o carácter sobrenatural dos acontecimentos felizes com os quais Deus através da sua amada filha, Jesus através da sua Mãe Santíssima, o Espírito Santo através da sua amada Esposa, quis manifestar-se amorosamente em nossa diocese. | ” |

Em março de 2017, num vídeo dirigido aos fiéis, monsenhor Hugo Santiago, atual bispo de San Nicolás, solicitou uma autorização ao Vaticano para que a diocese deixasse de divulgar as mensagens que a Virgem Maria, pois "o que tinha a dignidade de se fazer no início, não pudesse ser verdade (depois)".